# Território do Alabama

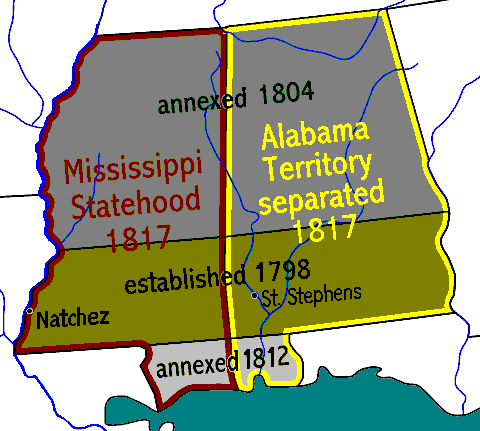
O Território do Alabama criado a 3 de março de 1817, (amarelo).

O Território do Alabama foi um território histórico organizado dos Estados Unidos formado pela parte leste do Território do Mississippi.
O Território do Alabama foi organizado a 3 de março de 1817, pouco antes de o Mississippi se converter em um dos Estados dos Estados Unidos.

## História
Localizado na área central do Território do Alabama, St. Stephens, no rio Tombigbee, foi a única capital territorial; e William Wyatt Bibb foi o único governador do território.
Dois anos depois, a 14 de dezembro de 1819, o Alabama foi admitido na União, convertendo-se no 22º estado dos Estados Unidos.